# Ćmiszew-Parcel
Ćmiszew-Parcel [ˈt͡ɕmiʂɛf ˈpart͡sɛl] est un village polonais de la gmina de Rybno dans le powiat de Sochaczew et dans la voïvodie de Mazovie.
Il se situe à environ 7 kilomètres à l'ouest de Sochaczew et à 58 kilomètres à l'ouest de Varsovie.